# Grabkapelle Steinfurth

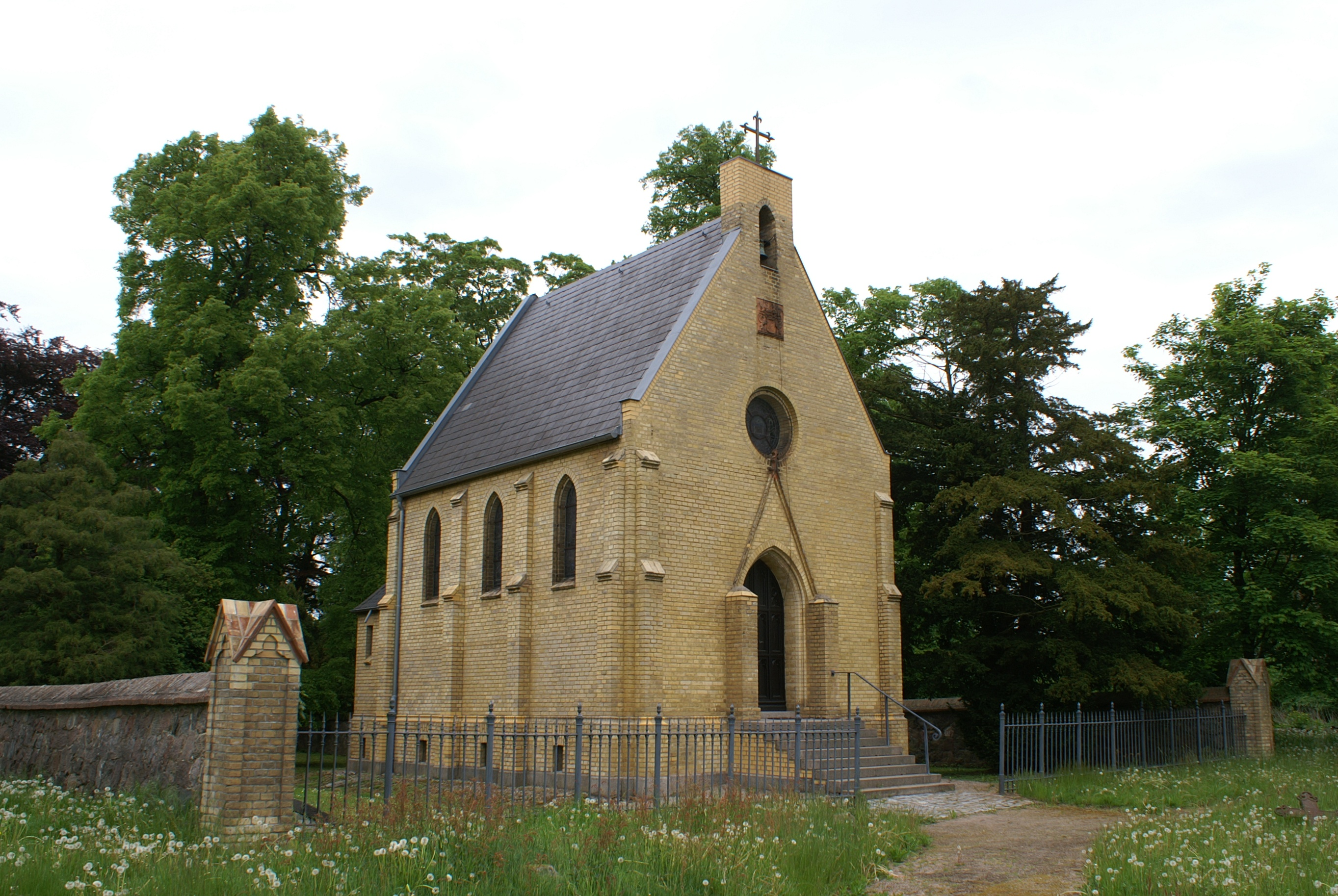
Grabkapelle Steinfurth

Die Grabkapelle in Steinfurth, einem Ortsteil der Gemeinde Karlsburg im Landkreis Vorpommern-Greifswald, ist die ehemalige Familienbegräbnisstätte der Familie von Bismarck-Bohlen. Das Gebäude wird von der Kirchengemeinde Zarnekow des Pommerschen Evangelischen Kirchenkreises für Gottesdienste sowie von den Steinfurtherinnen und Steinfurthern für kulturelle Veranstaltungen genutzt.

## Geschichte

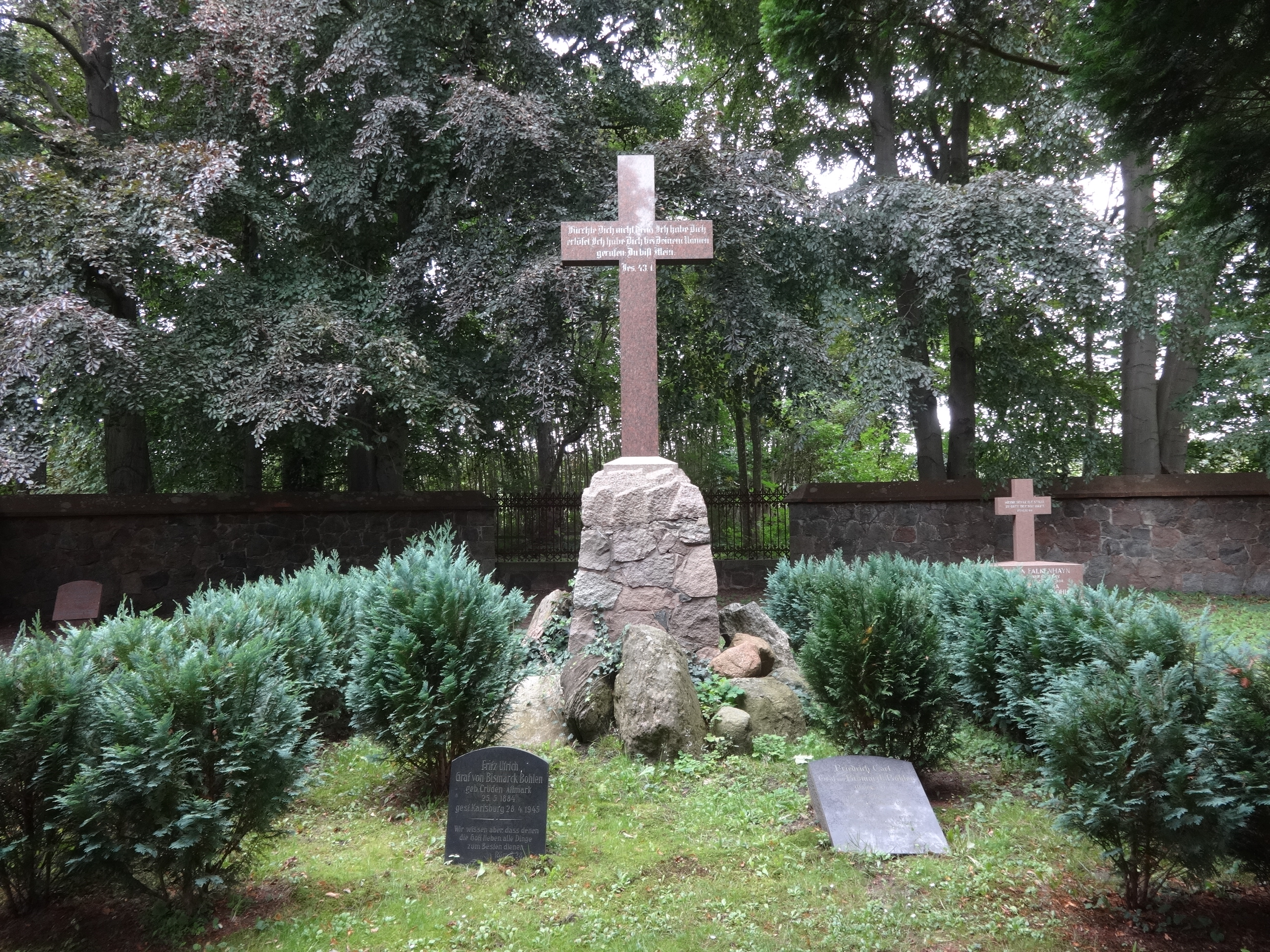
Grabstätte der Fam. Bismarck-Bohlen

Theodor Alexander von Bismarck-Bohlen ließ die Kapelle 1858 für seine verstorbene Gattin Caroline von Bohlen errichten. Sie starb in Venedig am 14. Januar 1858 an einer Lungenkrankheit und wurde dort zunächst auch beigesetzt. Ihr jüngerer Sohn Carl sorgte dafür, dass sie in ihre Heimat zurückgeführt wurde. Der Entwurf für das Bauwerk stammte von Friedrich August Stüler. Auf dieser Grundlage errichtete der Gützkower Baumeister Weidner ab dem Frühjahr 1858 die Grabkapelle. Caroline wurde 1859 an ihrem Geburtstag, dem 24. Juli, umgebettet. Nach dem Tod Theodors 1873 fertigte ein Schreiner einen Sarg, der aus demselben Eichenstamm hergestellt wurde, wie er bei Carolines Sarg verwendet wurde. Theodor hatte weiterhin verfügt, dass an der westlichen Seite der Kapelle die treuesten Bediensteten begraben werden sollten. Hier ruhen beispielsweise der Koch der Familie, Julius Worpitzky (1808–1892) sowie seine Frau Sophie (1823–1906) und Louise Gessler, die als Erzieherin und Hausdame quasi zur Familie gehörte und nach dem Tod von Caroline von Bismarck-Bohlen dem Hauswesen vorstand.
Hinter der Kapelle befindet sich der Erdbegräbnisplatz der Familie von Bismarck-Bohlen, den Friedrich Carl von Bismarck-Bohlen 1894 anlegen ließ. Hier finden sich die Grabstätten der Nachkommen derer von Bismarck-Bohlen, aber auch z. B. die des Generals Eugen von Falkenhayn, Vater von Auguste Viktoria von Bismarck-Bohlen. In den Jahren 1910 bis 1914 tauschten Handwerker insgesamt neun Fenster aus. Sie wurden aus Anlass einer Konfirmation und den Hochzeiten der Schwestern des Fritz-Ulrich von Bismarck-Bohlen -Theda und Paulina - zwischen 1901 und 1914 eingesetzt. Das runde Fenster über der Tür erinnert an die Heirat von Dr. Fritz Ulrich von Bismarck-Bohlen mit Auguste Viktoria von Falkenhayn aus dem August 1914.
Die Kapelle hat einige Ähnlichkeit mit der Grabkapelle der Lepels in Gützkow-Wieck. Bis zur Enteignung 1945 diente sie als Familiengrab der Grafen von Bismarck-Bohlen. Im Gegensatz zu vielen Mausoleen der Umgebung sind die Särge der Familie von Bismarck-Bohlen im Kellergeschoss erhalten geblieben.

## Architektur und Ausstattung

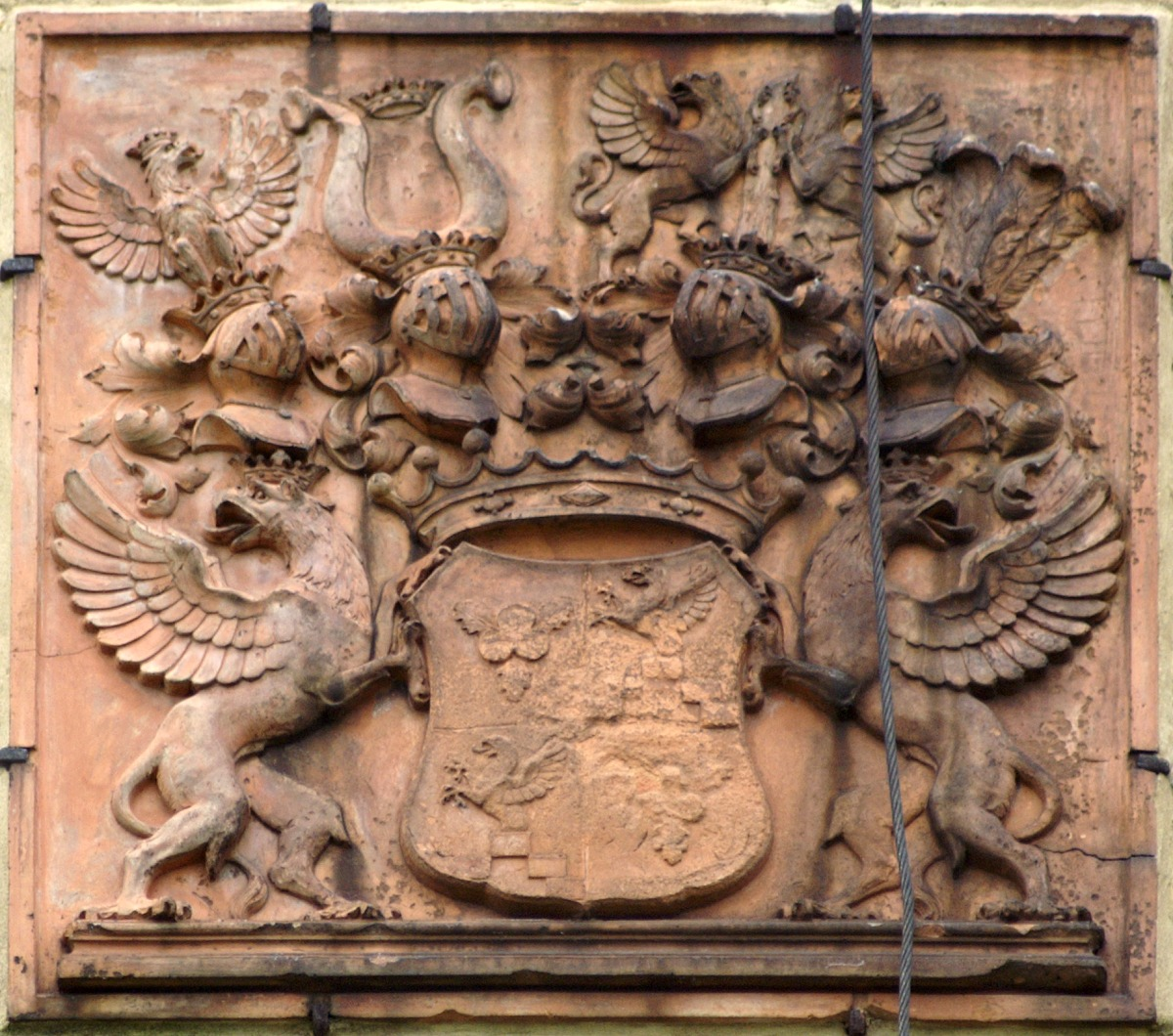
Wappen der Grafen von Bismarck-Bohlen

Die Kapelle wurde als neugotischer Backsteinbau aus gelben Ziegeln errichtet. An der Nord- und Südseite des Bauwerks befinden sich zwischen je einem zweifach gestuften Strebepfeiler ein spitzbogenförmiges Fenster, dessen Faschen mit Mauerziegeln eingefasst wurden. Dieselbe Form wurde auch im eingezogenen Chor mit Fünfachtelschluss genutzt. Die Gruft ist mit einem umlaufenden Gesims vom Bauwerk optisch getrennt. Der Zugang erfolgt an der Westseite über eine Treppe, die auf ein spitzbogenförmiges Portal führt, dass optisch durch ein mit Ziegeln aufgesetztes gleichschenkliges Dreieck nachmals nach oben gestreckt wird. Über dem Portal befindet sich ein Rundfenster. Der darüber angebrachte Wappenstein zeigt das vereinigte Wappen der Grafen von Bismarck-Bohlen. Darüber schließt eine Glocke in einem Reiter mit Kreuz das Bauwerk ab.
Das Kapelleninnere wurde als Kreuzgratgewölbe ausgeführt. Die Grate liegen zu einem Teil auf Konsolen und zum anderen auf Halbsäulen. In der Mitte befindet sich ein Altar aus Marmor mit einem Kruzifix, an den Wänden Kreuze, die an die Gefallenen der Weltkriege erinnern. An der Nordseite des polygonalen Chores befindet sich der Eingang zur Gruft, deren Mittelgang ebenfalls Kreuzgratgewölbe besitzt, während die Seitenkapellen Tonnengewölbe haben. Die Chorfenster stammen aus dem Jahr 1910. Im Chor hängt eine Gedenktafel, auf der die Verbundenheit Theodors zu seiner Frau beschrieben wurde.
Neben der Grabkapelle befindet sich die Kirchenruine Steinfurth.